# Rudolf Swiderski
Otto Rudolf Wilhelm Swiderski (* 28. Juli [abweichend 28. August] 1878 in Leipzig; † 2. August 1909 ebenda) war ein deutscher Schachmeister.

## Leben und schachliche Laufbahn
Swiderski war der Sohn des Fabrikanten Philipp Swiderski. Er besuchte von 1892 bis 1894 das Königliche Gymnasium seiner Vaterstadt. Neben dem Schachspiel studierte er ab 1898 bis 1899 am Leipziger Konservatorium Musik, u. a. bei Carl Reinecke und Salomon Jadassohn. 1896 trat er der Schachgesellschaft Augustea in Leipzig bei. Im selben Jahr bestritt er auch sein erstes Turnier beim DSB-Kongress in Eisenach. Im Gruppen-Hauptturnier kam er jedoch über die Vorrunde nicht hinaus. Dagegen siegte er in München 1900 im Hauptturnier A mit 17 Punkten aus 21 Partien und errang so die Meisterwürde des Deutschen Schachbundes.
Swiderski war in den Jahren 1902 bis 1908 einer der vielversprechendsten deutschen Schachmeister. Seine größten Erfolge waren der Sieg im Meisterturnier des Deutschen Schachbundes in Coburg 1904  (geteilt mit Curt von Bardeleben und Carl Schlechter) und im Rice-Gambit-Turnier Monte Carlo 1904 (geteilt mit Frank James Marshall). 1905 wurde er im B-Turnier des Barmer Schachkongresses Zweiter. Swiderski hatte Siege gegen viele Größen seiner Zeit verbucht, er schlug unter anderem 1907 im internationalen Turnier von Ostende (er landete nicht unter den Preisträgern) sowohl Akiba Rubinstein als auch Joseph Henry Blackburne.
Seine beste nachträglich berechnete historische Elo-Zahl mit einem Wert von 2629 erreichte Swiderski im April 1904.

## Todesumstände
Swiderski spielte am 30. Juli 1909 seine letzte Turnierpartie in einem Leipziger Klubturnier. Er sicherte sich damit den Turniersieg, konnte den Preis aber nicht mehr entgegennehmen, da er wenig später verstarb.
Das letzte Lebenszeichen stammt vom 2. August. An diesem Tag oder wenig später beging er Suizid. Er nahm Gift und erschoss sich danach.
Zu den Beweggründen gibt es widersprüchliche Quellen. Nach Angaben der Deutschen Schachzeitung litt Swiderski unter einer Krankheit, der er sich auf diese Weise entzogen habe („Am 12. August schied Swiderski aus eigener Entschließung aus dem Leben. Unzufrieden mit seinen Lebensverhältnissen und von Krankheit heimgesucht, zog er den Tod einer notwendig gewordenen Operation vor.“). In Meyers Schach Lexikon ist allgemein von „geistiger Umnachtung“ die Rede.
Vor allem englischsprachige Quellen verweisen auf Probleme anderer Art. Demnach wurde er in Zusammenhang mit einer Liebesaffäre des Meineids beschuldigt oder war diesbezüglich bereits verurteilt worden.